# وزارة الخارجية (ألمانيا)
وزارة الخارجية (بالألمانية: Auswärtiges Amt) تُختصر AA، هي وزارة اتحادية في جمهورية ألمانيا الاتحادية مسؤولة عن كل من السياسة الخارجية للبلاد وعن علاقتها مع الاتحاد الأوروبي يقع مقرها الرئيسي في برلين ولها مقر فرعي في مدينة بون. يرأس الوزارة منذ 8 ديسمبر 2021 أنالينا بيربوك من حزب الخضر (Bündnis 90/Die Grünen).

## الخارجية
تشكل وزارة الخارجية مع البعثات في الخارج ما يسمى ببجهاز الخدمة الخارجية (القسم 2 من قانون الخدمة الخارجية)؛ يهتم هذا الجهاز بالشؤون الخارجية للبلاد من خلال تنمية علاقات جمهورية ألمانيا الاتحادية مع الدول الأجنبية وكذلك المؤسسات الحكومية الدولية والعابرة للحدود، والمنظمات الدولية. كان أحد الأساليب الملحوظة للحفاظ على العلاقات الخارجية وتدعيمها في السنوات الأخيرة هو طلب ألمانيا الحصول على مقعد دائم في مجلس الأمن التابع للأمم المتحدة كجزء من حزمة إصلاح عالمية للأمم المتحدة في عام 2005، ورغم حصول ألمانيا على الأغلبية المؤهلة المطلوبة في الجمعية العامة للأمم المتحدة إلا محاولاتها لم تثمر بعد.
تنشر وزارة الخارجية على موقعها الرسمي على الإنترنت معلومات عن السياسة الخارجية لألمانيا بالإضافة إلى معلومات شاملة عن جميع دول العالم. وهذا يجعل منها دائرة حكومية يمكن للمواطن الوصول إليها مباشرة.
تترأس وزارة الخارجية الوزيرة أنالينا بربوك منذ كانون الأول (ديسمبر) 2021. في المهام الحكومية يُدعم الوزير من قبل وزراء الدولة البرلمانيين الذين يُمنحون عادة الحق في استخدام لقب وزير الدولة. علاوة على ذلك يشمل المستوى الإداري لوزارة الخارجية واحدًا أو أكثر من وزراء الدولة الدائمين الذين يمثلون الوزير في إدارة الخدمة الخارجية. وزراء الدولة ووزراء الدولة البرلمانيين هم أعلى الموظفين رتبة في وزارة الخارجية الألمانية. هناك العديد من الممثلين والمنسقين الخاصين الذين يتبعون مباشرة للوزير بالإضافة إلى طاقم الإدارة والتخطيط، والمكتب الوزاري، والإدارات البرلمانية والوزارية ورئيس قسم الصحافة الذي يشغل أيضا منصب المتحدث باسم وزارة الخارجية. من بين أمور أخرى تتبع للوزارة لجنة تنسيق المساعدات الإنسانية والتي تتكون من مفوض سياسة حقوق الإنسان والمساعدات الإنسانية والمنظمات الإنسانية الموجودة في ألمانيا. تجتمع اللجنة منذ 1994 كل ستة أشهر أو عند حدوث أزمات الإنسانية. [6] [7] قامت اللجنة بشكل مشترك بتطوير «القواعد الأساسية الإثني عشر للمساعدات الإنسانية في الخارج». [8]
يقع المقر الرئيسي لوزارة الخارجية الألمانية في برلين. المقر الرسمي الثاني للوزارة في مدينة بون مسؤول بشكل أساسي عن التشغيل المنتظم لتكنولوجيا المعلومات وبشكل أقل عن المهام في المجال الدبلوماسي. ويوجد هناك أيضًا مكتب اتصال للمنظمات الدولية في ألمانيا، ولا سيما لمنظمات الأمم المتحدة في بون. [9] تعتبر وزارة الخارجية بمثابة «المحور المركزي للدبلوماسية الألمانية حيث يتم وضع تحليلات ومفاهيم السياسة الخارجية بالإضافة إلى تعليمات محددة للبعثات الدبلوماسية الألمانية». [10] تساهم الأقسام الإحدى عشرة بالمقر في تحقيق هذه الأهداف. [11] تنقسم وزارة الخارجية إلى:
1. الإدارة المركزية (1) لتنظيم الشؤون الداخلية
2. الإدارة السياسية (2) التي تنسق السياسة الخارجية الألمانية ضمن السياسة الخارجية والأمنية المشتركة للاتحاد الأوروبي فضلاً عن العلاقات مع أمريكا الشمالية وأوروبا الشرقية وآسيا الوسطى.
3. الإدارة الأوروبية (E) المسؤولة عن تشكيل السياسة الأوروبية الألمانية
4. إدارة آسيا والمحيط الهادئ (AP) المسؤولة عن العلاقات مع الدول الآسيوية - وخاصة الصين، ولكن أيضًا أفغانستان وباكستان-
5. الإدارة السياسية (3) التي تدير العلاقات مع دول الشرق الأوسط وإفريقيا وأمريكا اللاتينية ومنطقة البحر الكاريبي وآسيا
6. إدارة منع الأزمات وتحقيق الاستقرار وإعادة التأهيل بعد انتهاء الصراع (S)
7. إدارة النظام الدولي والأمم المتحدة وتحديد الأسلحة (OR) للتعاون مع أجهزة الأمم المتحدة وكذلك سياسة نزع السلاح
8. إدارة الاقتصاد والتنمية المستدامة (4)
9. قسم قانوني (5) ورئيسه أيضًا مستشار القانون الدولي للحكومة الفيدرالية
10. إدارة الثقافة والاتصال (6) لتخطيط ومراقبة السياسة الخارجية الألمانية الثقافية والتعليمية والتواصلية والإعلامية
11. إدارة البروتوكول (7) التي تنظم زيارات الضيوف الأجانب في ألمانيا وكذلك الرحلات الخارجية التي ينظمها المستشار أو الرئيس أو وزير الخارجية. [11]

في برلين يتم تدريب الجيل القادم في أكاديمية الخدمة الخارجية التابعة للقسم المركزي (1). هناك أيضًا وحدات عمل مشتركة بين الإدارات. وعادة ما يتم إنشاؤها على أساس المواقف الحالية أو لتخطيط وتنفيذ الأنشطة المستقبلية التي تؤثر على وزارة الخارجية.
بالإضافة إلى مقر الرئيسي للوزارة يوجد بعثات دبلوماسية ألمانية في معظم عواصم العالم وكذلك في المدن الكبرى في مختلف البلدان. يشار إلى البعثات في الخارج -السفارات والقنصليات العامة والقنصليات وكذلك الممثلين الدائمين في المنظمات الحكومية الدولية وعبر الوطنية- باسم «عيون وآذان وصوت» الحكومة الاتحادية.
لدى وزارة الخارجية الألمانية حاليًا (اعتبارًا من فبراير 2021) 227 بعثة في الخارج، منها 153 سفارة و 54 قنصلية عامة وسبع قنصليات و 12 بعثة متعددة الأطراف (في المنظمات الدولية مثل الاتحاد الأوروبي أو الأمم المتحدة) ومكتب تمثيل. [12] بالإضافة إلى ذلك يتم الاحتفاظ بثلاثة مراكز معلومات تحت اسم «مركز المعلومات الألماني (GIC)» مهمتها نشر المعلومات الخاصة باللغة والدولة الألمانية. يقع أكبر مركز في واشنطن منذ عام 2003 (في نيويورك سابقًا). في البلدان الناطقة بالعربية ينشط مركز معلومات في القاهرة وتم إنشاء مركز في باريس للمناطق الناطقة بالفرنسية. [13]
في الوقت الراهن (اعتبارًا من فبراير 2021) يوجد حوالي 3000 عضو في السلك الدبلوماسي يعملون في البعثات الدبلوماسية في الخارج. يدعمهم حوالي 5600 موظف محلي وموظف من الإدارات الأخرى للحكومة الاتحادية والولايات والمؤسسات الأخرى. بالإضافة إلى ذلك (اعتبارًا من فبراير 2021) يتطوع 337 من القناصل الفخريين نيابة عن وزارة الخارجية. [15] يتم اللجوء إلى القناصل الفخريين بشكل أساسي عندما لا يبدو إنشاء تمثيل قنصلي متكامل معقولًا لأسباب مختلفة (مثل حجم المنطقة). غالبًا ما يشغل مواطنو الدولة المستقبلة منصب القنصل الفخري.
تعرض التعيين في مناصب عليا في البعثات الدبلوماسية في الخارج لانتقادات عدة مرات منذ نهاية التسعينيات. هذه المزاعم موجهة ضد التحزبات [20] والمحسوبية. [21] تتحفظ وزارة الخارجية بالإشارة إلى الحقوق الشخصية لموظفيها في التعليق على مثل هذه الادعاءات.

## وزراء الخارجية (منذ عام 1949)
الحزب السياسي:
| الاسم (الميلاد-الوفاة) | الاسم (الميلاد-الوفاة)                                | الصورة | الحزب | فترة ولايته          | فترة ولايته          | المستشار (الحكومة)                                                                         |
| ---------------------- | ----------------------------------------------------- | ------ | ----- | -------------------- | -------------------- | ------------------------------------------------------------------------------------------ |
|                        | كونراد أديناور (1876–1967) المستشار                   |        | CDU   | 15 آذار 1951         | 6 حزيران 1955        | أديناور (• حكومة أديناور الأولى • II)                                                      |
|                        | هاينريش فون برنتانو (1904–1964)                       |        | CDU   | 6 حزيران 1955        | 30 تشرين الأول 1961  | أديناور (• II• III)                                                                        |
|                        | غيرهارد شرودر (1910–1989)                             |        | CDU   | 14 تشرين الثاني 1961 | 30 تشرين الثاني 1966 | أديناور (IV • V) إيرهارد (• حكومة إيرهارد الأولى • حكومة إيرهارد الثانية)                  |
|                        | فيلي برانت (1913–1992) نائب المستشار                  |        | SPD   | 1 كانون الأول 1966   | 20 تشرين الأول 1969  | كيسنغير (حكومة كيزينغر)                                                                    |
|                        | فالتر شيل (1919-2016) نائب المستشار                   |        | FDP   | 21 تشرين الأول 1969  | 15 أيار 1974         | فيلي براندت (• حكومة براندت الأولى • حكومة براندت الثانية)                                 |
|                        | هانز ديتريش غينشر (1927-2016) نائب المستشار           |        | FDP   | 17 أيار 1974         | 17 أيلول 1982        | هلموت شميت (• حكومة شميدت الأولى • حكومة شميدت الثانية • III)                              |
|                        | هلموت شميت (1918–2015) المستشار                       |        | SPD   | 17 أيلول 1982        | 4 تشرين الأول 1982   | شميت (III)                                                                                 |
|                        | هانز ديتريش غينشر (1927-2016) نائب المستشار           |        | FDP   | 4 تشرين الأول 1982   | 17 أيار 1992         | هلموت كول (• حكومة كول الأولى • حكومة كول الثانية • حكومة كول الثالثة • حكومة كول الرابعة) |
|                        | كلاوس كينكل (م. 1936) نائب المستشار 1993–98           |        | FDP   | 18 أيار 1992         | 26 تشرين الأول 1998  | كول (• حكومة كول الرابعة • حكومة كول الخامسة)                                              |
|                        | يوشكا فيشر (م. 1948) نائب المستشار                    |        | الخضر | 27 تشرين الأول 1998  | 22 تشرين الثاني 2005 | شرودر (• حكومة شرودر الأولى• حكومة شرودر الثانية)                                          |
|                        | فرانك-فالتر شتاينماير (م. 1956) نائب المستشار 2007–09 |        | SPD   | 22 تشرين الثاني 2005 | 28 تشرين الأول 2009  | ميركل (حكومة ميركل الأولى)                                                                 |
|                        | غيدو فيسترفيله (1961-2016) نائب المستشار 2009–11      |        | FDP   | 28 تشرين الأول 2009  | 17 كانون الأول 2013  | ميركل (حكومة ميركل الثانية)                                                                |
|                        | فرانك-فالتر شتاينماير                                 |        | SPD   | 17 كانون الأول 2013  | 27 كانون الأول 2017  | ميركل (حكومة ميركل الثالثة)                                                                |
|                        | زيغمار غابرييل (م. 1959) نائب المستشار 2013–          |        | SPD   | 27 كانون الأول 2017  | 14 أذار 2018         | ميركل (حكومة ميركل الثالثة)                                                                |
|                        | هايكو ماس (م. 1966)                                   |        | SPD   | 14 أذار 2018         | 8 كانون الأول 2021   | ميركل (حكومة ميركل الرابعة)                                                                |
|                        | أنالينا بيربوك (م. 1980)                              |        | الخضر | 8 كانون الأول 2021   | في المنصب            | أولاف شولتس (حكومة شولتس)                                                                  |

## التمثيل الألماني في الخارج
بالإضافة إلى مقر الوزارة في برلين، أنشأت ألمانيا سفارات وقنصليات في أغلب دول العالم.

## روابط خارجية
- الموقع الرسمي لوزارة الخارجية  (بالإنجليزية)
- الموقع الرسمي لوزارة الخارجية (بالألمانية)

- وزارة الخارجية (بالعربية)